# Політика зміни імен
Політика зміни імен (яп. 創氏改名, Со: сі каймей, кор. 창씨개명, Чханссі кемьон) — політика, що проводилася японською колоніальною владою в Кореї в 1939-1945. В рамках цієї політики корейців спонукали міняти свої імена на японські.

## Структура корейських і японських імен
Корейське ім'я складається з прізвища (кор.  성 ,  姓 ), імені та  пона. Прізвище передається по чоловічій лінії і, як правило, складається з одного ієрогліфа. Ім'я дається при народженні і, як правило, складається з двох ієрогліфів. Оскільки багато прізвища носять кілька кланів, для розрізнення родичів від однофамільців використовується пон - вказівка на місце походження легендарного предка-засновника роду (наприклад, Кіми з Кенджу). Прізвище записується перед ім'ям.
Японське ім'я складається з прізвища (яп. 氏, кириліз.: сі:) і імені. Так само, як і в Кореї, прізвище записується попереду імені.

## Політика зміни імен

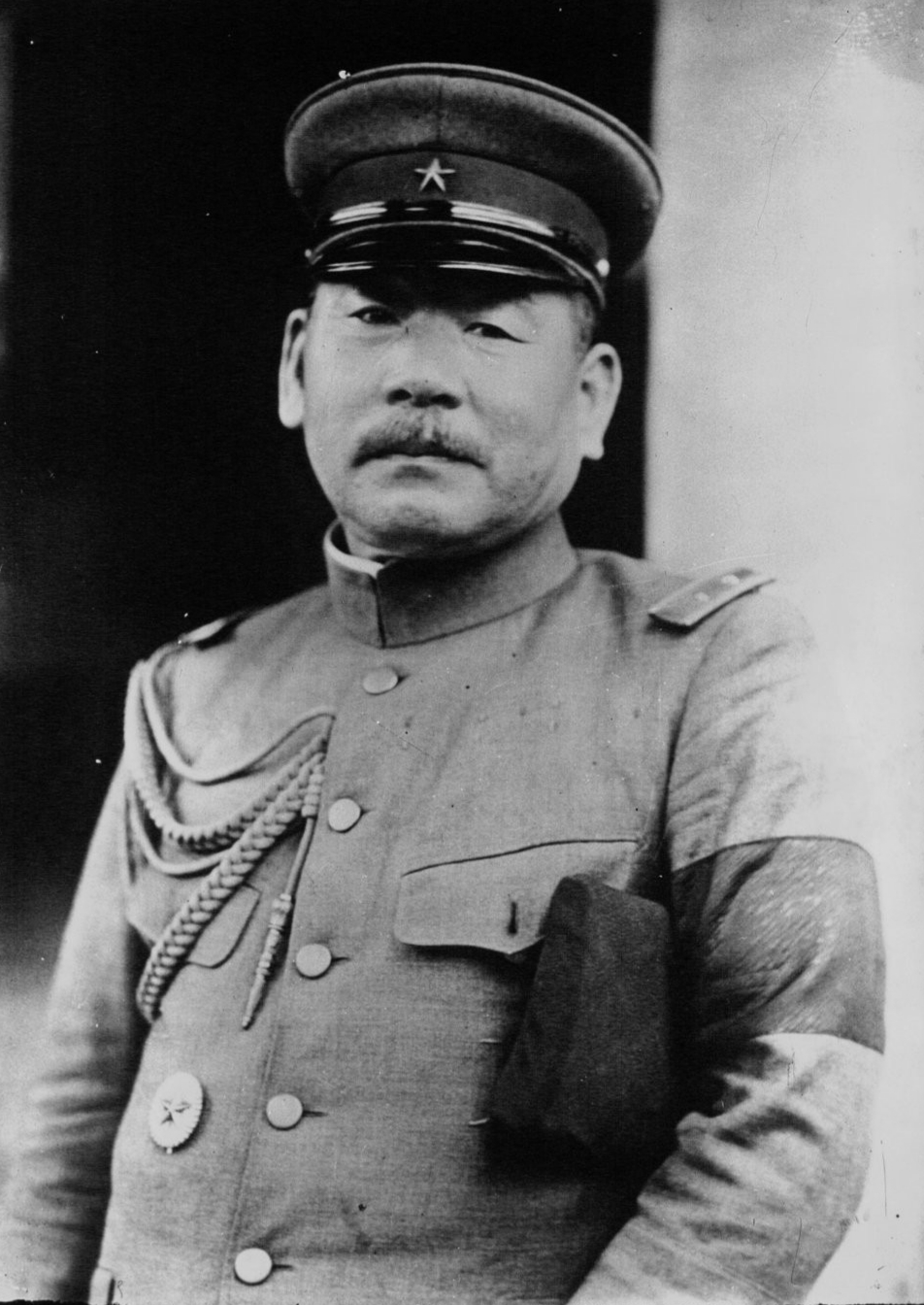
Генерал-губернатор Дзіро Мінамі, автор і ініціатор політики зміни імен

У 1939 генерал-губернатор Дзіро Мінамі видав указ, що дозволяв корейцям брати японські прізвища. 11 лютого 1940 він був доповнений указом, що дозволяв брати і японські імена; цей указ був приурочений до святкування 2600-річчя з заснування японської держави. Після цього в Кореї була розгорнута широка кампанія по зміні імен. Рішення про зміну імен приймав чоловік-глава сім'ї, в разі позитивного рішення імена (і прізвище) змінювала вся сім'я. Хоча де-юре корейці не були зобов'язані змінювати ім'я, на відмовників чинився великий суспільний тиск .
Кампанія виявилася успішною: протягом 6 місяців після опублікування другого указу прізвища змінили 80,5% корейців. Нижче наведена більш детальна статистика (на 8 серпня 1940) .
| Провінція     | Загальна кількість сімей | Число сімей, які змінили прізвище | Відсоток змінили |
| ------------- | ------------------------ | --------------------------------- | ---------------- |
| Кейкідо       | 428 039                  | 337 978                           | 79,0             |
| Тюсей-хокудо  | 180 507                  | 127 249                           | 70,5             |
| Тюсей-нандо   | 259 444                  | 219 079                           | 84,4             |
| Дзенра-хокудо | 280 288                  | 214 394                           | 76,5             |
| Дзенра-нандо  | 426 768                  | 344 753                           | 80,8             |
| Кейсьо-хокудо | 462 580                  | 354 508                           | 84,3             |
| Кейсьо-нандо  | 420 565                  | 354 508                           | 84,3             |
| Кокайдо       | 303 587                  | 236 522                           | 77,9             |
| Хейан-нандо   | 238 907                  | 184 577                           | 77,3             |
| Хейан-хокудо  | 284 746                  | 248 720                           | 87,3             |
| Когендо       | 280 699                  | 238 475                           | 85,0             |
| Канкьо-нандо  | 260 186                  | 217 172                           | 83,5             |
| Канкьо-хокудо | 182 609                  | 117 985                           | 64,6             |
| Разом         | 4 008 925                | 3 228 931                         | 80,5             |

Політика викликала протести з боку різних громадських сил. Багато простих корейців відмовлялися змінювати прізвище і ім'я, посилаючись на те, що зміна прізвища рівносильна розриву з предками та родом. Корейські поліцейські також піддавали цю систему критиці, так як вона ускладнювала процес затримання злочинців. Нарешті, деякі радикально налаштовані японські націоналісти також критикували цю політику, вважаючи, що корейці не гідні носити японські імена .
Після капітуляції Японії в Другій світовій війні Американська окупаційна влада видала Наказ про відновлення імен, що дозволяв корейцям повернути свої початкові прізвище та ім'я.

## Японські імена відомих корейців
Президенти Південної Кореї:
- Пак Чон Хі (박정희, 朴正熙) — Такакі Масао (高木正雄)
- Чхве Гю Ха (최규하, 崔 圭 夏) — Умехара Кеїті (梅原圭一)
- Кім Йон Сам (김영삼, 金泳三) — Канемура Косуке (金村康右)
- Кім Де Чжун (김대중, 金大中) — Тойода Тайтю (豊田大中)
- Лі Мен Бак (이명박, 李明博) — Цукіяма Акіхіро (月山明博)[3]